# Pierre Lelong (général)
Pour les articles homonymes, voir Pierre Lelong.
Pierre Lelong, né en 1891 et mort en 1947, est un militaire français. Rallié à la France libre, nommé général, il commande temporairement la 1re brigade de la 1re division française libre.

## Biographie
Pierre Lelong est né en 1891 à Angoulême, neuvième fils du général Michel Lelong. Il entre à École spéciale militaire de Saint-Cyr en 1910. Il intègre en 1914, le 22e régiment d'infanterie coloniale qui part pour Madagascar, mais en Mer Rouge il retourne en Europe pour participer à la Première Guerre mondiale. En 1914, il se bat en Argonne et est blessé en septembre à Frignicourt. 
En février 1915, il est fait prisonnier dans le fortin de Beauséjour. Il est envoyé à Mayence puis au fort d’Ingolstad.
Il est promu capitaine en 1919 dans le corps expéditionnaire du général Janin. Il combat dans l’Oural et en Sibérie.
En 1922, il est envoyé à Dakar. 
En 1926, il est envoyé en Syrie avec le 17e régiment de tirailleurs sénégalais.  
En 1928, il est envoyé au Maroc.
Il est de retour en métropole en 1935. Il épouse Élise Merit. En 1936, il est envoyé à Madagascar.
Durant la Seconde Guerre mondiale, il dirige le 6e régiment d'infanterie coloniale. En 1940, nommé colonel, son régiment se situe vers Sommauthe. Après la Bataille de France, il est évacué au sud à Rivesaltes.
En 1942, il réussit à rejoindre seul le Maroc. Il participe à la préparation du débarquement allié en Afrique du Nord. Sa femme Elise est déportée à Ravensbrück.
Il rejoint Londres en septembre 1942. Il est promu général est envoyé en Libye et en Tunisie. Il commande en 1943 la 1re brigade de la 1re division française libre. Il est envoyé à Madagascar de 1943 à 1945.
En 1946, il commande la subdivision militaire de la Corse. 
Le 22 mai 1947, il décède dans un accident de jeep, sur la passerelle au-dessus du ruisseau de Petrignani, sur la route de Bastia.